# Биливердин
Биливерди́н (от лат. bilis — жёлчь и фр. vert — зелёный) — зелёный жёлчный пигмент.
Биливердин является промежуточным продуктом распада гемоглобина, который происходит в клетках системы макрофагов печени, костного мозга и селезёнки. При его распаде также высвобождается белок глобин и железо. Под действием ферментов биливердин восстанавливается до билирубина. Восстановление биливердина происходит в клетках ретикуло-эндотелиальной системы при участии НАДФ-зависимой биливердинредуктазы.
Биливердин также образуется в кишечнике в результате ферментативного окисления билирубина. Молекулярная масса 582,67. Биливердин имеется и у беспозвоночных. У травоядных, рептилий и птиц биливердин играет основную роль в качестве жёлчного пигмента (в отличие от билирубина у человека и плотоядных).
У грудных детей этот процесс иногда весьма выражен, что приводит к довольно яркому зелёному окрашиванию кала (вместо обычного в этом возрасте жёлтого). Информация об участии в этом процессе ферментов бактерий толстой кишки в своё время породила немало страхов и мифов о, якобы, патологическом характере зелёного стула у грудничков.
В настоящее время, когда упоминание о бактериях перестаёт однозначно ассоциироваться с болезнями, отношение к биливердину в кале новорождённых и грудных детей стало более спокойным. Стало понятно, что этот косвенный признак далеко не всегда является патологическим.
Биливердин связывается с вирусом SARS-CoV-2, на 30–50% снижая возможности антител к связыванию с вирусом и его подавлению.